# دراگوواتس (بوینیک)
دراگوواتس (به صربی: Dragovac) یک منطقهٔ مسکونی در صربستان است که در بوینیک واقع شده‌است. دراگوواتس ۱٬۰۰۵ نفر جمعیت دارد.